# 1994 YJ2
1994 YJ2 är en asteroid i huvudbältet som upptäcktes den 30 december 1994 av de båda japanska astronomerna Seiji Ueda och Hiroshi Kaneda i Kushiro.
Den tillhör asteroidgruppen Eunomia.